# Compagnie des chemins de fer du Dauphiné
Pour les articles homonymes, voir CFD.
La Compagnie des chemins de fer du Dauphiné (CFD) est une société anonyme créée au milieu du XIXe siècle pour construire et exploiter des chemins de fer dans le Dauphiné. Après avoir ouvert une ligne entre Saint-Rambert-d'Albon et Grenoble, cette compagnie est absorbée par la Compagnie des chemins de fer de Paris à Lyon et à la Méditerranée (PLM).

## Compagnie du chemin de fer de Saint-Rambert à Grenoble
Les statuts de la Compagnie du chemin de fer de Saint-Rambert à Grenoble, sont approuvés par un décret du 18 février 1854. Elle est créée pour reprendre la concession d'un « chemin de fer de Saint-Rambert à Grenoble », tel qu'il est défini par un décret du 7 mai 1853 annexé au cahier des charges, conformément aux termes de la loi du 7 mai 1853 accordant la concession.
- le 5 novembre 1856, mise en service de la ligne de Saint-Rambert-d'Albon à Rives, longue de 56 kilomètres entre les gares de Saint-Rambert-d'Albon et de Rives,
- le 10 juillet 1857, un prolongement de Rives à Pique-Pierre à l'entrée de Grenoble sur la commune de Saint-Martin-le-Vinoux.

## La Compagnie des chemins de fer du Dauphiné
Le 5 décembre 1857, la Compagnie du chemin de fer de Saint-Rambert à Grenoble change de dénomination pour prendre celle de Compagnie des chemins de fer du Dauphiné avant d'être absorbée par le PLM le 11 juin 1859.
Le 1er juillet 1858, l'ouverture du pont traversant l'Isère permet de prolonger de 3 km le chemin de fer jusqu'à Grenoble.